# Мардин, Шериф
Шериф Мардин (1927, Стамбул — 6 сентября 2017) — турецкий социолог.

## Биография
Шериф Мардин родился в 1927 году в Стамбуле. Его отец — турецкий дипломат Шемсеттин Мардин.
В 1944 году школьное образование Мардин получил в США. В 1948 году он получил в Стэнфордском университете степень бакалавра искусств в области политологии. В 1950 году Шериф Мардин получил в университете Джонса Хопкинса степень магистра искусств в области международных отношений. В 1958 году получил в Стэнфордском университете степень доктора философии в области политологии. В 1962 году диссертация Мардина была опубликована издательством Принстонского университета.
Научная карьера Мардина началась в 1954 году с работы на факультете политологии Анкарского университета, на котором он проработал до 1956 года. Затем в 1958—1961 годах Шериф Мардин работал на кафедре востоковедения Принстонского университета. В течение одного года (1960—1961) Мардин работал в университете Ближнего Востока при Гарвардском университете. В 1961 году Шериф Мардин вернулся в Турцию и начал работу на факультете политологии Анкарского университета. В 1964 году он стал ассоциированным профессором, в 1969 году — профессором. Мардин проработал в Анкарском университете до 1973 года. В 1973—1991 годах преподавал на кафедре политологии Босфорского университета. С 1999 года преподавал на факультете искусств и социальных наук университета Сабанджи.
Помимо этого, Мардина приглашали читать лекции в целый ряд институтов, среди которых были Калифорнийский университет в Лос-Анджелесе, Калифорнийский университет в Беркли, Колумбийский университет и Сиракузский университет.

## Научные труды
Опубликовал ряд книг, в том числе:
- Religion and Social Change in Modern Turkey: The Case of Bediuzzaman Said Nursi, Albany, NY: State University of New York Press, 1989[8]
- The Genesis of Young Ottoman Thought: A Study in the Modernization of Turkish Political Ideas, Syracuse, NY: Syracuse University Press, July 2000
- Laicism in Turkey, İstanbul: Konrad Adenauer Foundation Press, March 2003
- Center and periphery in the Ottoman Empire, New York: Syracuse University Press 2005
- The nature of nation in the late Ottoman Empire, Leiden: ISIM 2005
- Religion, society, and modernity in Turkey, Syracuse, NY: Syracuse University Press, July 2006